# Hart Beat
Hart Beat is een Nederlandse film uit 2016, geregisseerd door Hans Somers.

## Verhaal
Zoë is een schuchtere scholiere die graag muziek maakt, maar sinds haar vader vertrokken is, heeft ze haar gitaar niet meer aangeraakt. Op een dag wordt ze op de fiets aangereden door de tourbus van Mik, een jonge Nederlandse superster. Hoewel ze helemaal geen fan is van Mik, klikt het toch tussen hen. Maar de mensen uit hun directe omgeving zijn niet blij met de aantrekkingskracht tussen de twee en doen er alles aan om hen uit elkaar te halen.

## Rolverdeling
| Acteur                 | Personage            |
| ---------------------- | -------------------- |
| Vajèn van den Bosch    | Zoë                  |
| Rein van Duivenboden   | Mik                  |
| Monsif Bakkali         | JJ                   |
| Martijn Fischer        | Jim, vader van Zoë   |
| Jelka van Houten       | Inge, moeder van Zoë |
| Stephanie van Eer      | Sam                  |
| Britt Scholte          | Saskia               |
| Vivienne van den Assem | Lillian              |
| Holly Mae Brood        | Kate                 |

## Productie
In oktober 2015 werd bekendgemaakt dat Vajén van den Bosch en Rein van Duivenboden de hoofdrollen zullen vertolken in het speelfilmdebuut van regisseur Hans Somers. Van den Bosch was te zien als Sandy in de musical Grease en van Duivenboden was een lid van de popgroep Mainstreet.
De muzikale komedie deed het goed in de bioscopen, vooral bij jongeren viel de film in de smaak. Een maand na de bioscooprelease ontving de film de titel Gouden Film en werd er bekendgemaakt dat Hart Beat was verkocht aan tien landen, waaronder België, Duitsland, Oostenrijk, Zwitserland, Polen en Scandinavië.